# عبدالله گوران
عبدالله سلیمان (۱۹۰۴–۱۸ نوامبر ۱۹۶۲) که در ادبیات کردی، او را گوران می‌نامند، پیشوای شعر نوین کردی سورانی به‌شمار می‌آید.
عبدالله گوران و تنی چند از شاعران سلیمانیه در دو دههٔ آغازین قرن بیستم جنبش ادبی را با تأثیر از تحولات ادبی ترک‌های عثمانی آغاز کردند که این جنبش سنگ بنای شعر نوین سورانی را پی‌ریزی نمود. جنبشی که بعدها گوران به تنهایی آن را پی گرفت و فعالیت‌ها و نوآوری‌ها او منجر به تثبیت نام گوران به عنوان پیشوای شعر معاصر کرد در ادبیات کردی شد. گوران آثار زیادی از نظم، نثر، ترجمه و نقد در مجلات عراق و کردستان چاپ و منتشر نمود. ترجمه‌های او از شعر و ادبیات غرب تأثیر زیادی بر شاعران و نویسندگان کرد بر جای نهاد، اما «بهشت و یادگار» و «سرشک و هنر» تنها آثاری بودند که به صورت کتاب در زمان زندگی خود گوران منتشر گردیدند.

## پیشینه
گوران در سال ۱۹۰۴ میلادی در شهر حلبچه، از توابع استان سلیمانیه (کردستان عراق) زاده شد و در سال ۱۹۶۳ بر اثر ابتلاء به سرطان درگذشت. نخستین اثر ادبی گوران قطعه‌ای ادبی تحت عنوان، «دریغی برای گذشته و اندوهی برای آینده» است که در سال ۱۹۲۱ میلادی در شمارهٔ ۱۶ مجله «ترقی» چاپ و منتشر شد.
گوران مدّتی (از شمارهٔ ۱۱۲۴ تا ۱۲۱۳) نشریه «ژین» را سردبیری نمود. هر چند گوران هرگز به‌طور رسمی عضو هیچ گروه و حزب سیاسی نشد، اما گرایش او به اندیشهٔ چپ آشکار است.